# Отрганки
Отрга́нки — село в окрузі Бановці-над-Бебравою Банськобистрицького краю Словаччини. Станом на грудень 2015 року в селі проживало 413 людей. Протікає річка Галачовка.

## Населення
| Рік:            | 1994. | 2004.   | 2014.   | 2024.   |
| --------------- | ----- | ------- | ------- | ------- |
| Кількість осіб: | 453   | 429     | 402     | 394     |
| Різниця:        |       | -5,29 % | -6,29 % | -1,99 % |

| Рік:            | 2023. | 2024.   |
| --------------- | ----- | ------- |
| Кількість осіб: | 382   | 394     |
| Різниця:        |       | +3,14 % |